# ويلهلم برلين
ويلهلم برلين (بالألمانية: Wilhelm Berlin)‏ هو عسكري ألماني، ولد في 28 أبريل 1889 في كولونيا في ألمانيا، وتوفي في 15 سبتمبر 1987 في هامبورغ في ألمانيا.